# ホセ・レイエス (歌手)
ホセ・レイエス (José Reyes、1928年 - 1979年6月6日）は、フランスのフラメンコ歌手。
1928年にニースで産まれた。従兄弟でギタリストであるマニタス・デ・プラタのツアーやコンサートに同行した。 1975年、息子達と「José Reyes y Los Reyes」（ホセ・レイエスとレイエス兄弟）というグループを結成し、これは後のジプシー・キングスの前身となった。
1979年6月6日、ホセは肺癌で死去した。没後にアルバム「Flamenco Passion」と「Gitan Poète」が発売された。